# Appian Technology

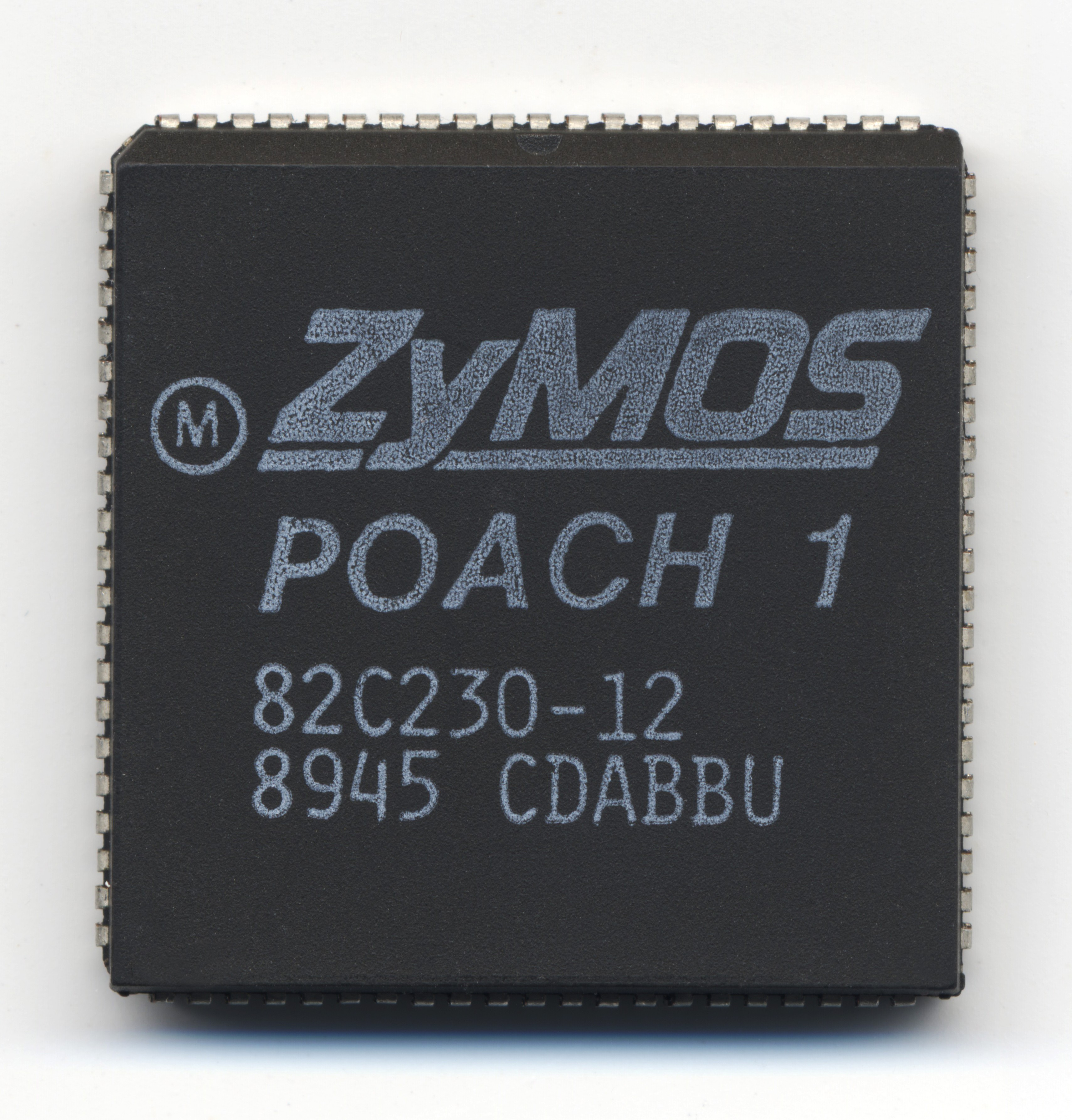
ZyMos Poach 1

Appian Technology, Inc, ранее известная как ZyMOS Corporation, расположенная в Саннивейл (Калифорния), была компанией, производящей полупроводниковые компоненты, в основном высокоинтегрированные микросхемы для VGA.
ZyMOS была основана в 1978 году, после имя было изменено на Appian Technology Inc. в 1 ноября 1990 года после слияния с Renaissance GRX.
В 1987 году ZyMOS представила на рынок электронных компонентов свой продукт POACH (PC-On-A-Chip) 82x3x — многофункциональный набор периферии, пожалуй, первый чипсет для клонирования IBM PC/AT. Позже Intel лицензировала этот чипсет для организации продаж процессора Intel 80286.